# Minna Reijonen
Minna Helmi Reijonen, född 13 oktober 1972 i Nilsiä, är en finländsk farmaceut och politiker (Sannfinländarna). Hon är ledamot av Finlands riksdag sedan 2019.
Reijonen blev invald i riksdagsvalet 2019 med 4 874 röster från Savolax-Karelens valkrets. Hon omvaldes i riksdagsvalet 2023 med 6 687 röster.